# Odynerus stiraspis
Odynerus stiraspis är en stekelart som beskrevs av Cameron. Odynerus stiraspis ingår i släktet lergetingar, och familjen Eumenidae. Utöver nominatformen finns också underarten O. s. wellmani.